# Zoulabot II
Pour les articles homonymes, voir Zoulabot.
Zoulabot II, aussi connu sous les noms de Kul's, Sulabot, Sulabōt ou Zoulabot, est un village du Cameroun situé dans la région de l'Est et dans le département du Haut-Nyong. Zoulabot II fait partie de la commune de Messok et du canton de Ndjem du Sud-Est.

## Population
Lors du recensement de 2005, Zoulabot II comptait 679 habitants dont 409 hommes et 270 femmes.
En 1964-1965, on dénombrait 128 habitants à Zoulabot II, dont 24 Pygmées.

## Infrastructures
En 1965, il y avait à Zoulabot II une poste agricole, un marché périodique, un dispensaire officiel et une école officielle à cycle incomplet. 
Zoulabot II se trouvait également sur la piste auto de Lomié vers Ngoyla.